# Counter-Strike: Source
Counter-Strike: Source är en ny version av datorspelet Counter-Strike. Spelet släpptes tillsammans med datorspelet Half-Life 2, i november 2004, och använde till en början samma spelmotor, men i juni 2010 uppgraderades den till samma version av Source-motorn som, bland annat, Team Fortress 2 använde. Spelet har även vissa förändringar i gameplay från föregångaren.

## Spelet
Counter-Strike: Source är ett flerspelarspel, men spelaren kan också spela mot datorstyrda motståndare. Spelaren väljer ett lag, antingen terrorist eller antiterrorist, och målen för seger skiljer sig åt från bana till bana.
Varje bana spelas ett överenskommet antal omgångar innan man byter till nästa. Det går alltid att vinna omgången genom att döda hela det andra laget. Andra segervillkor kan vara att terroristerna ska spränga en plats, och då ska antiterroristsstyrkan försöka hindra bomben från att explodera eller gisslanuppdrag, där terroristerna har tagit gisslan och antiterroristsstyrkan ska rädda dem.
För att utföra uppdraget så har båda lagen virtuella vapen till sitt förfogande. De flesta av dessa är baserade på verkliga vapen. Dessa köps i början av omgången med pengar som man tjänar genom att vinna rundor och döda motståndare.

### Vapen
Förutom den kniv som alltid tilldelas alla spelare så finns det ett flertal vapen som spelarna kan köpa, de delas in i följande grupper: 
- Pistoler
- Hagelgevär
- Kulsprutepistoler
- Gevär (inkluderar både automatkarbiner och prickskyttegevär)
- Kulsprutor
- Utrustning (till exempel skottsäker väst, granater och mörkerseende)

## Förändringar frånCounter-Strike
- Granaterna är mer realistiskt återgivna.
- Möjligheten att plocka upp granater från spelare som ligger döda på marken.
- Förbättrade hitboxar.
- Rekylen är inte densamma
- Fallskadan har justerats, beroende på vilken typ av material man landar på så kan man hoppa från högre höjder.
- Granater gör inte längre skada genom väggar.
- Efter en uppdatering från 2010/2011 sprider sig röken från rökgranaten direkt, som i Counter-Strike. Tidigare tog det längre tid innan hela röken spridit sig.
- Colten/M4A1 kan inte längre döda en motståndare med ett skott i huvudet om denne har köpt skyddsväst och hjälm. Skadan varierar mellan ca 83-94 skadepoäng för en träff beroende på avståndet.
- Glasrutorna går att göra mer realistiska, vilket innebär att bara bitar av glaset går sönder då spelaren skjuter på det istället för att hela rutan går sönder. Detta är dock upp till de som har skapat banan om det ska vara så.
- Skölden är borttagen.
- Vapnen spelaren har synts med på spelarmodellerna: huvudvapen hamnar på ryggen, granater i bältet, kniven och pistol hamnar i hölster på benen/midjan.
- Den nya HDR (High Dynamic Range Lightning)-tekniken har lagts till, vilket ger ökad realism när det gäller ljus.
- Ombyggt radarsystem (tillagt 24 augusti 2006).
- Man får ammunition gratis.